# Давлат-шейх
Давлат-шейх (*д/н — 1413) — володар Тюменського ханства у 1413—1426 роках.

## Життєпис
Походив з династії Чингізидів, гілки Шибанідів. Нащадок Байнала, сина Шибана. Онук золотоординського хана Мір-Пулада. Син Ібрагіма-оглана, що мав володіння на півночі Заяїцького юрту.
1413 року після смерті батька успадкував його землі — середня течія Іртишу та північні притоки Тобола. Невдовзі заволодів містом Чімгі-Туре, зайняв частину ординського Західного Сибіру. З цього часу Чімгі-Туре стає столицею держави Давлат-шейха. Його владу визнали і деякий місцеві родові «князі» мансі і хантов.
Проте вимушен був протистояти Мустафі-хану володів землями між Ішимом та Тоболом), Джумадуку (правителю земель сучасного північного Казахстану) та Махмуд-ходжи. 1419 року стикнувся з вторгненням військ Хаджі-Мухаммеда, хана Золотої Орди, який завдав поразки давлат-шейху і заволодів західними областями Тюменського ханства. В наступні роки Давлат-шейх марно намагався їх відвоювати. 1423 року  після  поразки Хаджі-Мухаммеда від Баорак-хана очолив Сибирських Шибанідів.
У 1426 році Давлат-шейх помер, і його володіння опинилися під контролем емірів племені буркут, панівного в Чімгі-Туре — Ададбека і Кібек-Ходжа-бія, а невдовзі їх зайняв Джумадук.